# Mysidopsis virgulata
Mysidopsis virgulata är en kräftdjursart som beskrevs av Brattegard 1974. Mysidopsis virgulata ingår i släktet Mysidopsis och familjen Mysidae. Inga underarter finns listade i Catalogue of Life.